# Јустинијан (војсковођа)
Јустинијан (лат. Iustinianus, грч. Ἰουστινιανός; након 525–582) је био источноримски (византијски) аристократа и војсковођа, као и члан владајуће Јустинијанове династије. Као војсковођа се истакао походима на Балкану и на Истоку против Сасанидске Персије. У каснијим годинама је ковао безуспешне завере против регента и каснијег цара Тиберија II.

## Биографија

### Рорекло и почетак каријере
Јустинијан је рођен у Цариграду отприлике одмах након 525. године, као други син Германа, рођака цара Јустинијана I (в. 527–565). Имао је старијег брата Јустина и сестру Јустину, која се удала за војсковођу Јована.
Јустинијан је први пут постављен у војну команду 550, када је, заједно са братом Јустином, пратио свог оца у његовој експедицији против Остроготске Италије. Герман је међутим изненада преминуо на јесен 550. године, пре него што је војска напустила Балкан, где се прикупила. Након тога, Јунтинијану и Јовану (Германов зет) наложено је да воде војску према Салони (данашњи Сплит, Хрватска), као припрему за прелазак у Италију или да изврше копнени марш ка Венту. Јован је остао задужен за војску све док евунух Нерзес, који је почетком 551. именован за новог главног заповедника експедиције, није стигао у Салону да преузме команду. Почетком 552. године, Јустиниан је постављен на чело једне експедиције против Словена који су стално вршили упаде у Илирикум, а убрзо након тога послат је да помогне Лангобардима против Гепида. Његов брат Јустин је такође се узео учешћа у дејствима ове војске. Међутим, двојица браће су заточена због потребе за сузбијањем побуне у граду Улпијана због чега никада нису стигли да притекну у помоћ Лангобардима.

### Каријера на Истоку
О Јустиниану се ништа неће знати наредних 20 година. Међутим, 572. године, он је уздигнут у чин патриција и био је постављен за главног команданта снага једног утврђења у североисточном сектору царске границе са Сасанидском Персијом (магистар милитум Јрменије). Са овог места је подржао и помагао избијање иберијске и јерменске побуне против Сасанида, што је довело до избијања двадесетогодишњег сукоба између Византије и Персије.

Исте 572. године подржао је јерменске снаге под Варданом III Мамиконианом у одбрани Двина, а када је тада пала тврђава, учествовао је у њеном повратку касније током исте године. Убрзо је међутим био примљен у царском Константинопољу због трвења са Јерменима. Крајем 574. или почетком 575. године именован је за магистера милитума од Орјета и главног заповедника византијских снага на истоку. У тој улози, он је започео обуку бројних свежих трупа које је покренуло царство након што је извршено помирење са гасанидским владаром Ел Мундиром, чиме је поново успостављен традиционални византијски савез са његовим народом. Трогодишње примирје је ускоро завршено на Месопотамијском фронту, али се није односило на Јерменију.
У лето 575. или 576. године, Јустинијан није успео да блокира напредовање персијске војске, на челу са шахом Хозројем I (в. 531-579), преко Персарменије. Када је шах ушао у Византијску Кападокију и напредовао према Цезареји, Јустинијан је окупио надмоћнију војску и блокирао планинске прелазе који су водили до њега. Хозроје се затим повука, а током повлачења је опустошио Себастију. Јустинијан је пратио Хозроја, а два пута га је прикљештио у покрету: први пут јер су персијски шах и његова војска били улогорени а да нису приметили непријатеља а спасли су се само зато што су након непријатељског упада напустил свој логор оставивши своју опрему и залихе византијцима, док су другог пута , Римљани поражени у ноћном нападу на њихове кампове близу Мелитене због неслагања међу војним заповедницима. Тада су Перзијци напали Мелитену и спалили је.Међутим, док се персијска војска припремала за прелазак Еуфрата, на њих су наишле Јустинијанове снаге. Следећег дана, две војске су се састале у борбеним формацијама близу Мелитене, али се нису сукобиле. Када је пала ноћ, Персијанци су у тајности покушали да пређу реку, али су били откривени и нападнути од стране византијске војске током преласка. Персијанци су претрпели тешке губитке, док су Византијци заробили велики плен, укључујући и 24 слона који су послати у Цариград. Током следеће зиме, Јустинијан је напредовао дубоко у персијску територију, преко Медија Атропатене, и презимио са својом војском на јужним обалама Каспијског мора. Ипак, он није био у стању да преузме контролу над Персарменијом.
Током 576/577, персијски генерал Тамхусро је нападао Јерменију, где је поразио византијце којима је командовао Јустинијан. Након тога, Тамхусро и Адармахан су покренули велики напад на византијску провинцију Осроену. Угрозили су граду Константину, али су се повукли када су добили поруку о доласку византијске војске под Јустинијаном. Након ових преокрета, касније исте године, византијски регент, цезар Тиберије, поставио је Маврикија за Јустинијановог наследника.

### Последње године и дворске интриге
Враћајући се у престоницу, према извештајима који су очувани искључиво у западним изворима, Јустинијан је био укључен у заверу заједно са царицом Софијом због наслеђа њеног мужа, Јустина II (в. 565-578), чије је здравље брзо погоршало. Намеравали су да убију Јустиновог наследника, Цезара Тиберија (који је владао као Тиберије II 578-582), а као би се Јустинијан попео на трон. Тиберије је, међутим, открио заверу, након чега је Јустинијан молио за опроштај и понудио 1500 фунти злата као знак кајања.
Међутим, недуго затим између 579 и 581, Софија и Јустин поново почели да припремају заверу. Ова завера је такође откривена, али је и овог пута Јустинијану ипак била опроштена.
Јустинијан је имао ћерку и сина, који је по свој прилици подсећао на свог деду Германа, а био је ожењен Тиберијевом ћерком Каритом и уздигао се се у чин цезара. Јустинијан је умро у Цариграду 582.